# Nowosełycia (rejon winnicki)
Nowosełycia (ukr. Новоселиця) – wieś na Ukrainie, w obwodzie winnickim, w rejonie winnickim, w hromadzie Lityn. W 2001 liczyła 413 mieszkańców, spośród których 409 wskazało jako ojczysty język ukraiński, a 4 rosyjski.